# Pescarii pe Sena la Poissy
Pescarii pe Sena la Poissy este o pictură în ulei pe pânză realizată în 1882 de pictorul francez Claude Monet. A fost achiziționată în 1942 de Muzeul de Istorie a Artei din Viena, dar a fost transferată ulterior, ca parte a unei reorganizări a operelor de artă, la Palatul Belvedere din același oraș.
Lucrarea este una dintre cele trei imagini ale orașului Poissy, care se află la aproximativ 25 km nord-vest de Paris, pe care Monet le-a produs în cei doi ani (decembrie 1881 - aprilie 1883) în care a trăit acolo. Alături de Alice Hoschedé și de familiile lor, el a ocupat spațioasa vilă Saint Louis cu vedere la Sena, dar a constatat că orașul nu-i oferea prea mult interes din punct de vedere artistic.